# Mistrzostwa Świata w Snowboardzie 1999
Mistrzostwa Świata w Snowboardzie 1999 były to trzecie w historii mistrzostwa świata w snowboardzie. Odbyły się w niemieckiej miejscowości Berchtesgaden w dniach 12-19 stycznia 1999 r.

## Wyniki

### Mężczyźni

#### Snowboardcross
- Data: 17 stycznia 1999

| Medal | Zawodnik          | Narodowość |
| ----- | ----------------- | ---------- |
|       | Henrik Jansson    | Szwecja    |
|       | Magnus Sterner    | Szwecja    |
|       | Zeke Steggall     | Australia  |
| 4     | Nelsen Jensen     | Kanada     |
| 5     | Martin Gunnarsson | Szwecja    |
| 6     | Werner Ebenbauer  | Austria    |
| 7     | Guillaume Sachot  | Francja    |
| 8     | Fabrice Blanc     | Francja    |
| ...   |                   |            |
| 17    | Łukasz Starowicz  | Polska     |
| 38    | Grzegorz Jękot    | Polska     |

#### Slalom gigant
- Data: 13 stycznia 1999

| Medal | Zawodnik            | Narodowość        |
| ----- | ------------------- | ----------------- |
|       | Markus Ebner        | Niemcy            |
|       | Maxence Idesheim    | Francja           |
|       | Stefan Kaltschütz   | Austria           |
| 4     | Harald Walder       | Austria           |
| 5     | Richard Richardsson | Szwecja           |
| 6     | Ian Price           | Stany Zjednoczone |
| 7     | Peter Thorndike     | Stany Zjednoczone |
| 8     | Charlie Cosnier     | Francja           |
| ...   |                     |                   |
| 22    | Łukasz Starowicz    | Polska            |
| 34    | Andrzej Kaim        | Polska            |
| 65    | Grzegorz Jękot      | Polska            |
| 77    | Marcin Sitarz       | Polska            |

#### Gigant równoległy
- Data: 14 stycznia 1999

| Medal | Zawodnik            | Narodowość |
| ----- | ------------------- | ---------- |
|       | Richard Richardsson | Szwecja    |
|       | Stefan Kaltschütz   | Austria    |
|       | Harald Walder       | Austria    |
| 4     | Karl Frenademez     | Włochy     |
| 5     | Stephen Copp        | Szwecja    |
| 6     | Nicolas Huet        | Francja    |
| 7     | Darren Chalmers     | Kanada     |
| 8     | Charlie Cosnier     | Francja    |
| ...   |                     |            |
| 57    | Marcin Sitarz       | Polska     |
| 59    | Andrzej Kaim        | Polska     |
| 79    | Łukasz Starowicz    | Polska     |
| 80    | Grzegorz Jękot      | Polska     |

#### Slalom równoległy
- Data: 15 stycznia 1999

| Medal | Zawodnik         | Narodowość |
| ----- | ---------------- | ---------- |
|       | Nicolas Huet     | Francja    |
|       | Mathieu Bozzetto | Francja    |
|       | Werner Ebenbauer | Austria    |
| 4     | Ulf Maard        | Szwecja    |
| 5     | Mathias Behounek | Niemcy     |
| 6     | Mathieu Chiquet  | Francja    |
| 7     | Karl Frenademez  | Włochy     |
| 8     | Maxence Idesheim | Francja    |
| ...   |                  |            |
| 29    | Piotr Starowicz  | Polska     |
| 31    | Grzegorz Jękot   | Polska     |
| 38    | Marcin Sitarz    | Polska     |
| 67    | Andrzej Kaim     | Polska     |

#### Halfpipe
- Data: 16 stycznia 1999

| Medal | Zawodnik                | Narodowość        |
| ----- | ----------------------- | ----------------- |
|       | Ricky Bower             | Stany Zjednoczone |
|       | Fredrik Sterner         | Szwecja           |
|       | Timo Aho                | Finlandia         |
| 4     | Jonathan Collomb-Patton | Francja           |
| 5     | Zach Horwitz            | Stany Zjednoczone |
| 6     | Tommy Czeschin          | Stany Zjednoczone |
| 7     | Jari Vastamäki          | Finlandia         |
| 8     | Shin’ichi Watanabe      | Japonia           |
| ...   |                         |                   |
| 12    | Piotr Starowicz         | Polska            |
| 19    | Wojciech Pająk          | Polska            |
| 30    | Andrzej Kaim            | Polska            |
| 36    | Marek Sąsiadek          | Polska            |

### Kobiety

#### Snowboardcross
- Data: 17 stycznia 1999

| Medal | Zawodniczka          | Narodowość        |
| ----- | -------------------- | ----------------- |
|       | Julie Pomagalski     | Francja           |
|       | Marija Tichwinska    | Rosja             |
|       | Olivia Guerry        | Francja           |
| 4     | Sophia Bergdahl      | Szwecja           |
| 5     | Claudia Riegler      | Austria           |
| 6     | Marie Laissus        | Francja           |
| 7     | Sondra van Ert       | Stany Zjednoczone |
| 8     | Carmen Ranigler      | Włochy            |
| ...   |                      |                   |
| 14    | Małgorzata Kukucz    | Polska            |
| 16    | Małgorzata Rosiak    | Polska            |
| 24    | Blanka Isielonis     | Polska            |
| 29    | Klaudyna Mikołajczyk | Polska            |
| 35    | Anna Łuckoś          | Polska            |

#### Slalom gigant
- Data: 12 stycznia 1999

| Medal | Zawodniczka        | Narodowość        |
| ----- | ------------------ | ----------------- |
|       | Margherita Parini  | Włochy            |
|       | Lidia Trettel      | Włochy            |
|       | Sondra van Ert     | Stany Zjednoczone |
| 4     | Manuela Riegler    | Austria           |
| 5     | Carmen Ranigler    | Włochy            |
| 6     | Ursula Fingerlos   | Austria           |
| 7     | Nathalie Desmares  | Francja           |
| 8     | Birgit Herbert     | Austria           |
| ...   |                    |                   |
| 26    | Małgorzata Kukucz  | Polska            |
| 30    | Małgorzata Rosiak  | Polska            |
| 41    | Jagna Marczułajtis | Polska            |
| 49    | Anna Łuckoś        | Polska            |

#### Gigant równoległy
- Data: 14 stycznia 1999

| Medal | Zawodniczka        | Narodowość        |
| ----- | ------------------ | ----------------- |
|       | Isabelle Blanc     | Francja           |
|       | Rosey Fletcher     | Stany Zjednoczone |
|       | Åsa Windahl        | Szwecja           |
| 4     | Karine Ruby        | Francja           |
| 5     | Claudia Riegler    | Austria           |
| 6     | Manuela Riegler    | Austria           |
| 7     | Sandra Farmand     | Niemcy            |
| 8     | Lidia Trettel      | Włochy            |
| ...   |                    |                   |
| 17    | Jagna Marczułajtis | Polska            |
| 30    | Małgorzata Kukucz  | Polska            |
| 36    | Małgorzata Rosiak  | Polska            |
| 38    | Blanka Isielonis   | Polska            |
| 39    | Elżbieta Śmietana  | Polska            |
| 42    | Anna Łuckoś        | Polska            |

#### Slalom równoległy
- Data: 15 stycznia 1999

| Medal | Zawodniczka                 | Narodowość |
| ----- | --------------------------- | ---------- |
|       | Marion Posch                | Włochy     |
|       | Isabelle Blanc              | Francja    |
|       | Sandra Farmand              | Niemcy     |
| 4     | Karine Ruby                 | Francja    |
| 5     | Manuela Riegler             | Austria    |
| 6     | Carmen Ranigler             | Włochy     |
| 7     | Sara Fischer                | Szwecja    |
| 8     | Dagmar Mair unter der Eggen | Włochy     |
| ...   |                             |            |
| 28    | Małgorzata Kukucz           | Polska     |
| 30    | Małgorzata Rosiak           | Polska     |
| 41    | Jagna Marczułajtis          | Polska     |
| 43    | Elżbieta Śmietana           | Polska     |
| 45    | Blanka Isielonis            | Polska     |
| 47    | Anna Łuckoś                 | Polska     |

#### Halfpipe
- Data: 16 stycznia 1999

| Medal | Zawodniczka          | Narodowość        |
| ----- | -------------------- | ----------------- |
|       | Kim Stacey           | Stany Zjednoczone |
|       | Doriane Vidal        | Francja           |
|       | Anna Hellman         | Szwecja           |
| 4     | Valerie Bourdier     | Francja           |
| 5     | Alessandra Pescosta  | Włochy            |
| 6     | Sabine Wehr-Hasler   | Niemcy            |
| 7     | Yuri Yoshikawa       | Japonia           |
| 8     | Melanie Leando       | Wielka Brytania   |
| ...   |                      |                   |
| 16    | Małgorzata Kukucz    | Polska            |
| 17    | Małgorzata Rosiak    | Polska            |
| 22    | Klaudyna Mikołajczyk | Polska            |

## Klasyfikacja medalowa
| Miejsce | Państwo           |   |   |   | Razem |
| ------- | ----------------- | - | - | - | ----- |
| 1.      | Włochy            | 3 | 4 | 1 | 8     |
| 2.      | Szwecja           | 2 | 2 | 1 | 5     |
| 3.      | Stany Zjednoczone | 2 | 1 | 1 | 4     |
| 4.      | Włochy            | 2 | 1 | 0 | 3     |
| 5.      | Austria           | 1 | 1 | 2 | 4     |
| 6.      | Niemcy            | 1 | 0 | 1 | 2     |
| 7.      | Rosja             | 0 | 1 | 0 | 1     |
| 8.      | Australia         | 0 | 0 | 1 | 1     |
| 8.      | Finlandia         | 0 | 0 | 1 | 1     |